# Ruppellioides
Ruppellioides is een geslacht van kreeftachtigen uit de klasse van de Malacostraca (hogere kreeftachtigen).

## Soorten
- Ruppellioides convexus A. Milne-Edwards, 1867
- Ruppellioides philippinensis Ward, 1941